# Marlo Grosshardt

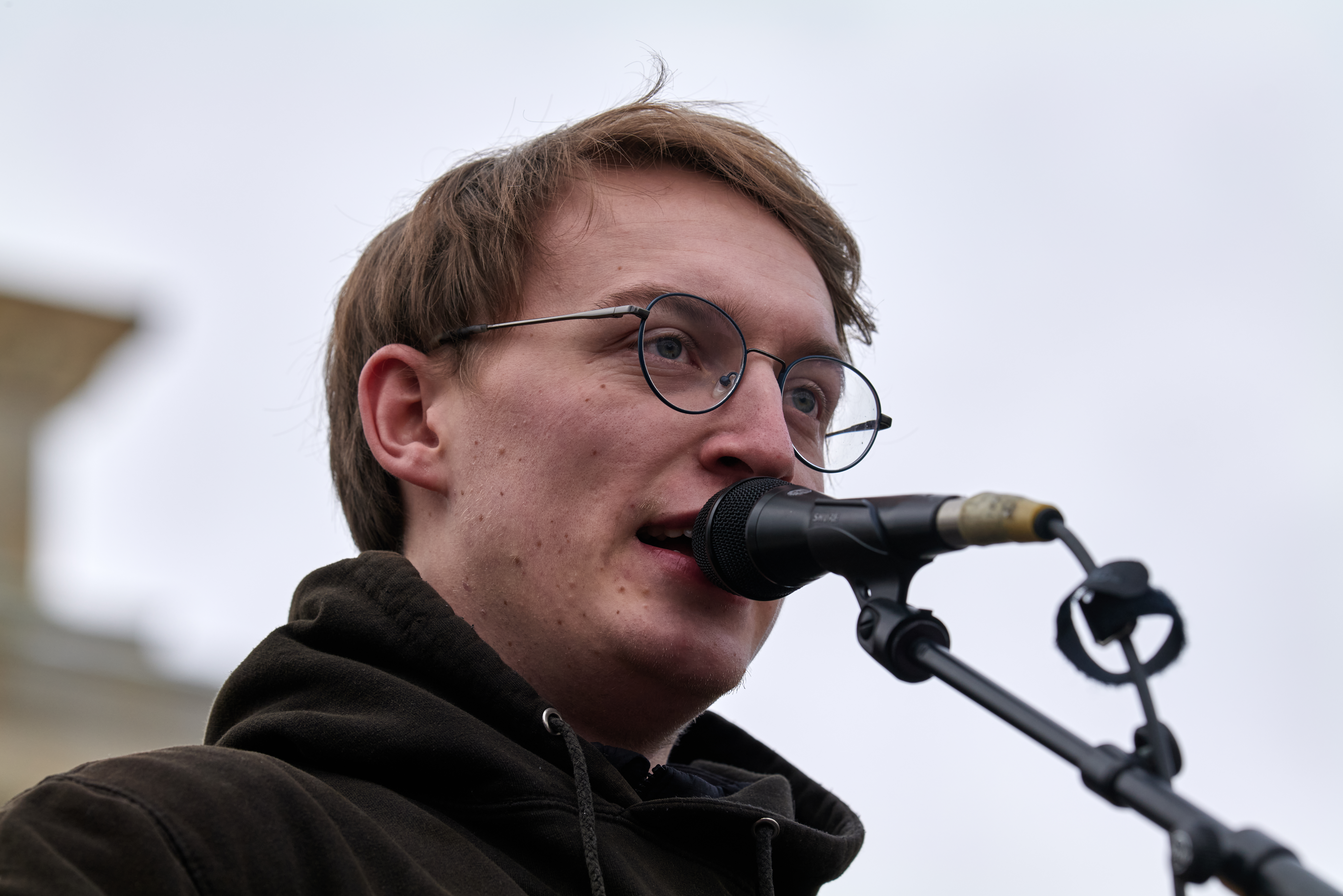
Marlo Grosshardt (2025)

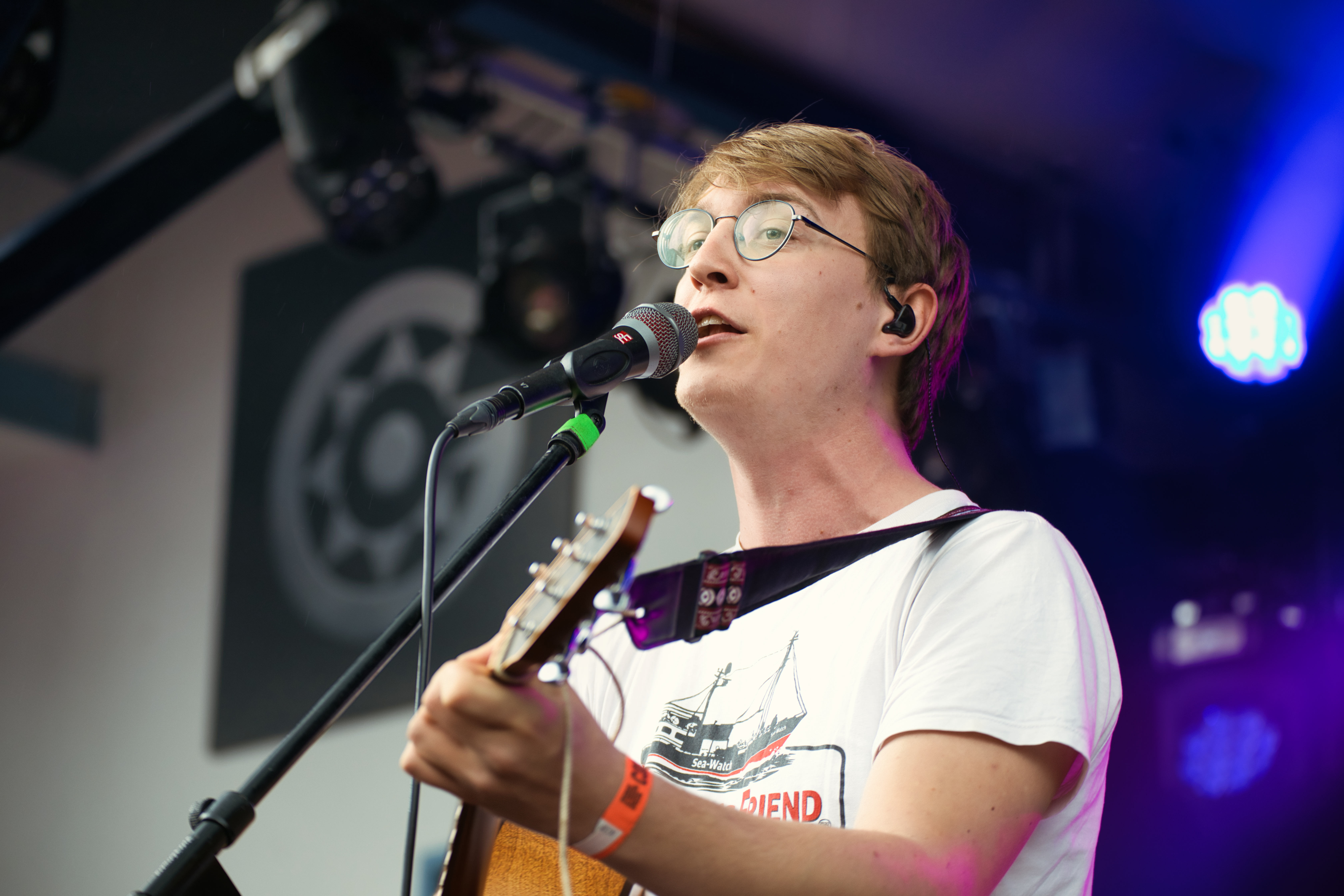
Marlo Grosshardt (2024)

Marlo Grosshardt (* 30. Juli 2001) ist ein deutscher Musiker und Sänger aus Hamburg, musikalisch breit gefächert zwischen Singer-Songwriter, Pop und Rock. 

## Leben
Grosshardt wuchs in Hamburg-Moorburg auf. Seit seiner Kindheit macht er Musik und besuchte die TASK Schauspielschule für Kinder und Jugendliche in Altona. Als 13-Jähriger war Grosshardt Teil des Ensembles des Musicals Das Wunder von Bern.

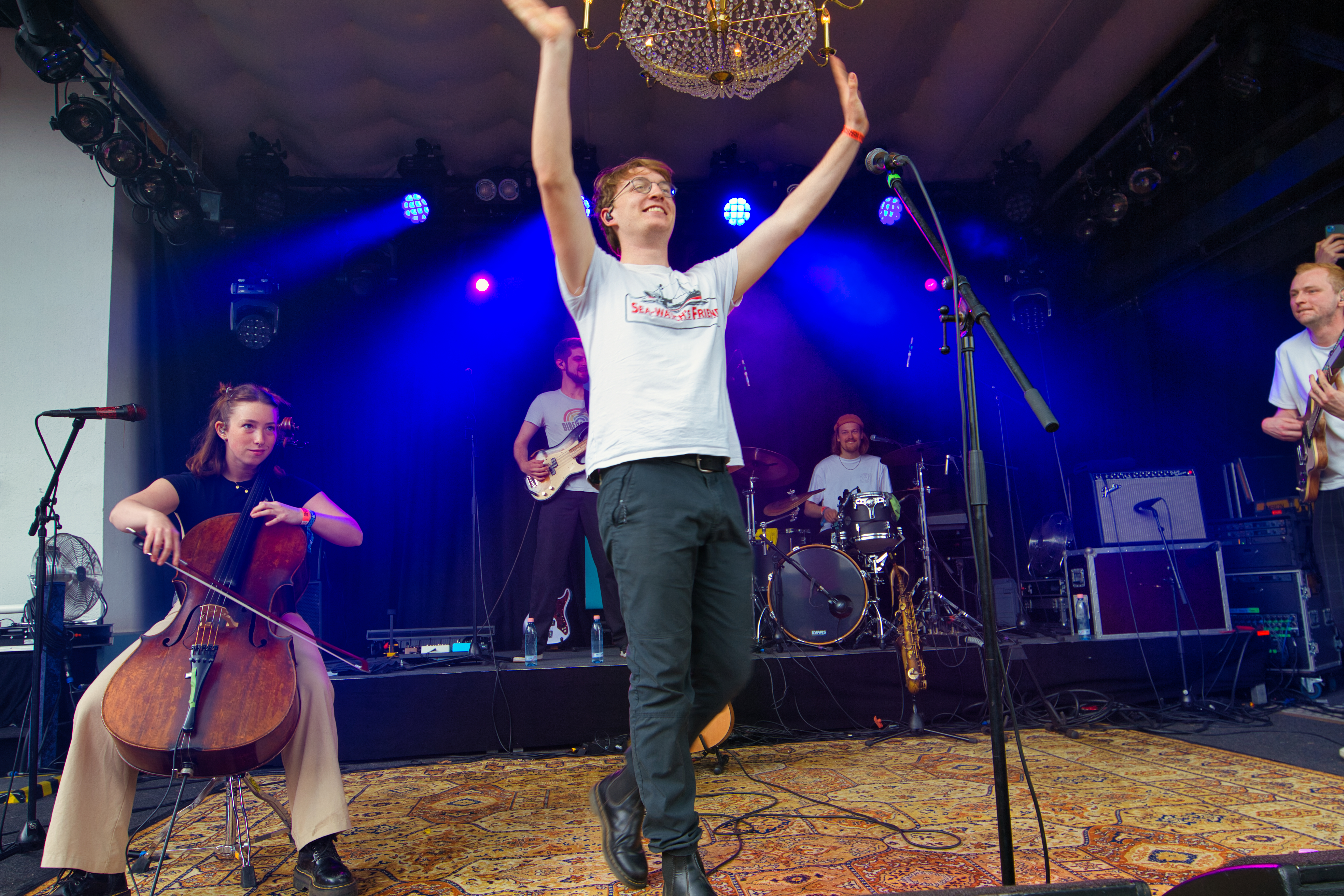
Marlo Grosshardt mit Band bei einem Auftritt 2024

Schon in der Schule lernte er Rahel Meiller kennen, die bis heute als Cellistin auf seinen Konzerten spielt. Grosshardt absolvierte 2021 den Popkurs der Hochschule für Musik und Theater Hamburg, wo er weitere Musiker seiner Band kennenlernte. 2022 arbeitete die Band an den ersten Songs und veröffentlichte die EP schön, provokant. 2023 wurden weitere Lieder veröffentlicht und schließlich mit Ein letztes Liebeslied auch das erste Album. Zudem absolvierte die Band einige Live-Auftritte. 2024 folgten weitere Auftritte bei Festivals (z.b. Orange Blossom Special Festival), im April eine Tour als Support der Band Liedfett und im September ein Doppelkonzert mit Alin Coen. Im Herbst 2024 erschien das zweite Album Mut; im Anschluss ging Grosshardt mit seiner Band auf die erste größere Tour Alles bis Italien.

## Rezensionen
Die Macher des Reeperbahn Festivals beschrieben die Musik als „eine einzige Reminiszenz an die großen deutschen Liedermacher der 70er-und 80er Jahre – Achim Reichel, Hannes Wader oder Witthüser & Westrupp.“ Daniel Koch vom Musikexpress hatte in seinem Festivalrückblick auf das Orange Blossom Special Festival 2024 den „Anfang-Zwanzig-Jährigen Marlo Grosshardt auf dem Schirm, der textlich hin und wieder ganz manchmal die ein oder andere Kitschfalle dann doch mitnimmt (z. B. in seinem Hit „Ein letztes Liebeslied“), dessen Songs wie „Christian Lindner“ oder „Angestellt sein“ aber einen stabilen Witz haben, der sich gerne verbreiten darf.“ Die Veranstalter des Kulturzentrums Pavillon in Hannover schrieben in ihrem Ankündigungstext für das im September 2024 stattfindende Doppelkonzert von Marlo Grosshardt und Alin Coen Grosshardt „…spielt mit Hoffnung und Dystopie, aber lädt auch zum Tanzen ein – immer mit intelligenten Texten und gerne auch ein wenig provokant.“

## Diskografie

### Alben
- 2023: Ein letztes Liebeslied
- 2024: Mut

### EP
- 2022: schön, provokant
- 2024: Blaue Schilder

### Singles
- 2021: Paradies
- 2022: Jungfernstieg
- 2022: Christian Lindner
- 2022: Im Walzerschritt Fahrradfahren
- 2023: Der Plan
- 2023: Tanz für mich
- 2023: Ein letztes Liebeslied
- 2023: Balladen (mit Magdalena Wawra)
- 2024: Ein Spiel (mit piya)
- 2024: König der Welt
- 2024: Einer Von Uns (mit Siggi Hopf)
- 2024: Mama ich hab Angst vorm Sommer
- 2024: Rumba
- 2024: Nie wieder ist jetzt (Doppelsingle Partisanen / Oma)
- 2025: Geschichte schreiben
- 2025: Das hätte ich nie gedacht
- 2025: Kein Plan was Liebe ist
- 2025: Partybrille (mit Liedfett)
- 2025: Jetzt oder Skigebiet

### Gastbeiträge und Sampler
- 2023: Einfach Nur Gelogen auf der EP Milliardäre & Verlierer von Castillo
- 2024: Fernweh auf der EP Yu & Me von Yu
- 2025: Auch die Hölle hat noch einen Keller auf dem Album Mein schöner Hals von Paul Sies